# بالاآمدگی زمین‌ساختی

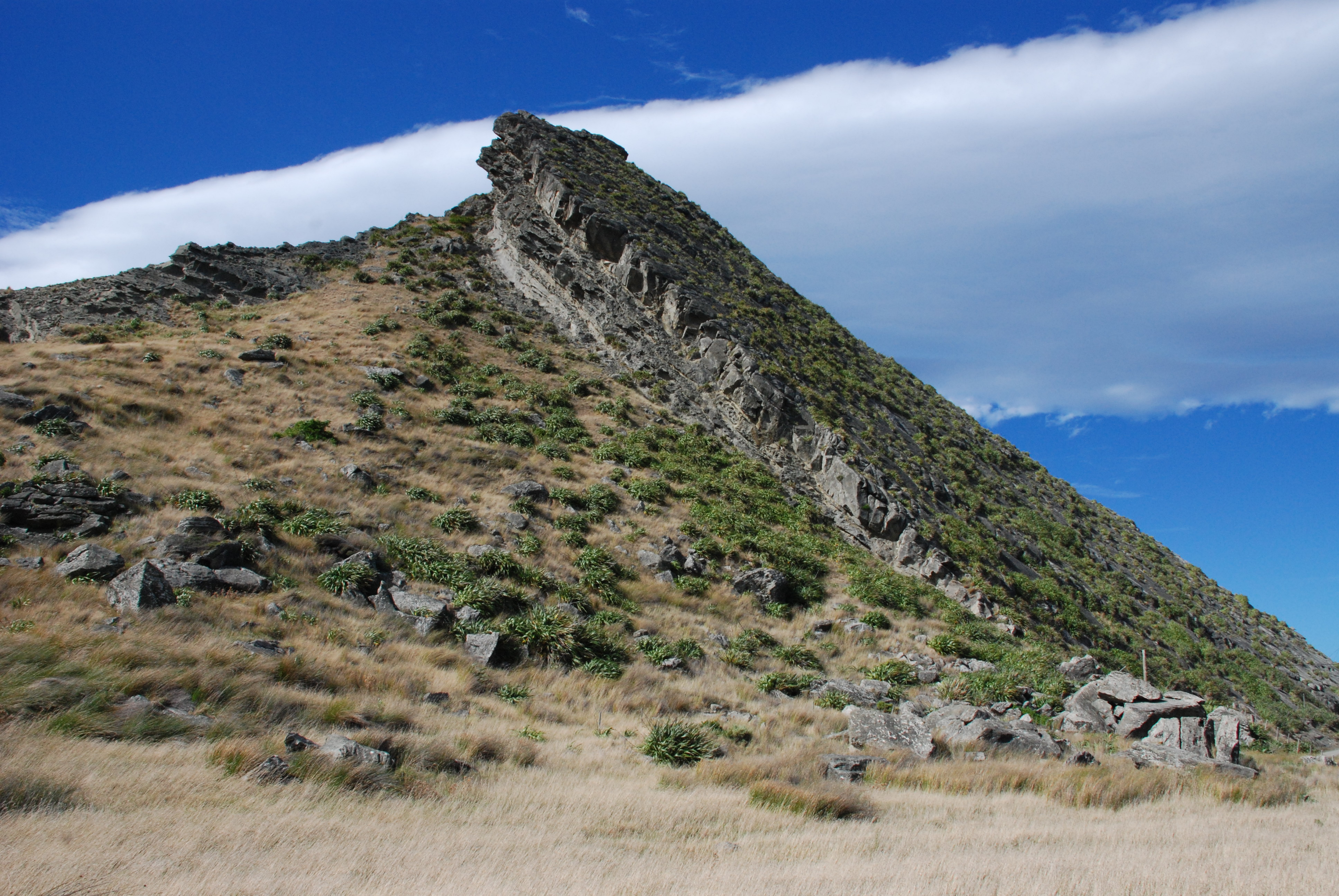
بالاآمدگی زمین‌ساختی در نیوزیلند

بالاآمدگی زمین‌ساختی یا فراخاست زمین‌ساختی (انگلیسی: Tectonic uplift) برخاستن زمین‌شناختی سطح زمین است که پاسخ ایزوستاتیک به فرونشست زمین محسوب نمی‌شود. با وجود این که نیروهای ایزوستازی دارای اهمیت است، اما افزایش میانگین ارتفاع یک منطقه فقط در پاسخ به عملکرد نیروهای زمین‌ساختی یا فرایند ضخیم‌شدن پوسته پوسته زمین، تغییر در توزیع چگالی پوسته و گوشته زیرین و انعطاف‌پذیری آن نسبت به سنگ‌کره روی می‌دهد.

## ضخیم‌شدگی پوسته
اگرچه اغلب سطوح بالاآمده در رشته‌کوه‌ها نتیجه ضخیم‌شدن پوسته است، نیروهای دیگری نیز وجود دارد که باعث وجود فعالی‌های زمین‌ساختی می‌شود. همه فعالیت‌های زمین‌ساختی بر اثر نیروی گرانش در زمانی که تفاوت چگالی وجود داشته باشد، روی می‌دهد. نمونه‌ای از این فرایند چرخش بزرگ‌مقیاس گوشته زمین است. تغییرات جانبی چگالی در نزدیکی سطح زمین (مانند به‌وجود آمدن، سردشدگی و فرورانش پوسته اقیانوسی) نیز باعث ایجاد حرکات زمین‌ساختی می‌شود.

## خمش سنگ‌کره‌ای
سنگ‌کره در قسمت اقیانوسی یک درازگودال در منطقه‌ای که دارای فرورانش است، بر اثر خاصیت کشسانی پوسته زمین، دارای خمش و انحنا به سمت بالا می‌شود.

## جزیره‌های مرجانی
گاهی بالاآمدگی زمین‌ساختی را می‌توان در برخی جزیره‌های مرجانی مشاهده نمود. وجود تعدادی جزیره اقیانوسی که کاملاً از مرجان ساخته شده در میان جزیره‌های آتشفشانی شاهدی بر وجود پدیده بالاآمدگی زمین‌ساختی است. نمونه‌هایی از این‌گونه جزایر را می‌توان در اقیانوس آرام مانند نائورو، ماکاتی، جزیره ماره، جزیره لیفو در کالدونیای جدید، جزایر مارکیز و جزیره هندرسون در جزایر پیت‌کرن مشاهده کرد. بالاآمدگی این جزایر نتیجه حرکت صفحه‌های زمین‌ساختی اقیانوسی است.